# Guardistallo
Guardistallo ist eine italienische Gemeinde (comune) mit 1185 Einwohnern (Stand 31. Dezember 2023) in der Provinz Pisa, Region Toskana.

## Geographie
Der kleine Ort liegt auf halber Strecke zwischen den jeweils ca. 3 km entfernten Gemeinden Montescudaio und Casale Marittimo im hügeligen Hinterland der nördlichen Maremma (Maremma Pisana). Von der Mittelmeerküste bei der Küstenstadt Cecina ist der Ort ca. 12 km entfernt. Östlich grenzt die Gemeinde an den Fluss Cecina, dort liegt der Ortsteil (frazione) Casino di Terra. Weitere Nachbargemeinden von Guardistallo sind Bibbona und Montecatini Val di Cecina.

## Geschichte
Der Ort Guardistallo hat seinen Ursprung in einer mittelalterlichen Burg, die um das 7. Jahrhundert von den Langobarden errichtet wurde. Der Name wird zum ersten Mal 1144 erwähnt und geht auf germanische Wurzeln zurück. Im 11. Jahrhundert gehörte die Burg den Grafen Della Gherardesca, die sie im Jahre 1154 dem Bischof von Volterra schenkten. Nach Jahren unter Pisanischer Herrschaft kam Guardistallo 1406 zu Florenz. Im Jahre 1447 wurde Guardistallo, wie mehrere andere Burgen des Cecinatals, von den Truppen des Königs Alfons I. von Neapel zerstört. Ab 1739 gehörte Guardistallo zu einem vom Marchese Carlo Ginori verwalteten Lehen. Dessen Familie besaß den Ort bis 1776.
Am 14. August 1846 wurde der Ort bei einem Erdbeben zum Großteil zerstört, unter anderem die noch vorhandenen Teile der mittelalterlichen Burg und die Dorfkirche. 
Am 29. Juni 1944 wurden in Guardistallo bei einem Massaker 11 Partisanen und 46 Zivilpersonen von der Wehrmacht getötet. Ein Denkmal und Informationstafeln erinnern an die Ereignisse.

## Wirtschaft
Das Gebiet der Gemeinde ist von Waldflächen geprägt. Hauptprodukte sind Olivenöl und Wein (Weinbaugebiet Montescudaio DOC), daneben ist der Ort in den Sommermonaten ein beliebtes Touristenziel.

## Verkehr
Casino di Terra hat eine Haltestelle an der 1863 eröffneten Bahnstrecke Cecina–Volterra.

## Kultur und Sehenswürdigkeiten
Zentrum von Guardistallo ist die Piazza del Plebiscito. Auf der zum Meer gelegenen Ortsseite liegt die Chiesa dei Santi Lorenzo e Agata. Die Kirche wurde um 1870 errichtet, als Ersatz für den beim Erdbeben 1846 zerstörten Vorgängerbau. Geweiht ist sie den Ortspatronen Laurentius und Agatha. Eine weitere Kirche ist die Chiesa della Madonna del Carmine, die um 1770 errichtet und im 19. Jahrhundert erweitert wurde.
Das kleine städtische Theater Teatro Marchionneschi mit 200 Plätzen wurde im Jahre 1883 eingeweiht. Im 20. Jahrhundert diente es als Kino und war lange geschlossen. Nach einer Restaurierung in den 1990er Jahren dient es heute wieder seinem ursprünglichen Zweck.
Einige Kilometer in Richtung Cecina liegt das 1968 errichtete Frauenkloster der Trappistinnen Monastero di Nostra Signora di Valserena.

### Regelmäßige Veranstaltungen
- Sagra della Crogiantina e delle Fritelle – Gastronomische Veranstaltung im März
- Sagra del Cacciucco – Fest im Juli
- Festa di San Lorenzo – Fest des Ortspatrons am 10. August
- Sagra della polenta – Fest am zweiten Sonntag im Oktober
- Gedenkprozession – Jedes Jahr am 29. Juni wird in einer Prozession der Opfer des von der Wehrmacht begangenen Massakers gedacht.